# Бауман, Лейла
Лейла Бауман (англ. Leila T. Bauman) — американская художница, активно работавшая в 1855—1870 годах.

## Биография
Сведений о жизни Лейлы Бауман немного. Неизвестны также даты её рождения и смерти.
Известно, что она работала и, вероятно, родилась в Вероне, штат Нью-Джерси. Возможно, когда-то работала на компанию Карриер и Айвз.
Два речных пейзажа, написанных маслом на холсте, в коллекции Edgar William and Bernice Chrysler Garbisch Collection Национальной галереи искусства, в настоящее время являются её единственными известными работами.
- Geese in flight
- U.S.Mail Boat

В 1987 году работа Лейлы Бауман Geese in flight была включена в инаугурационную выставку American Women Artists 1830—1930 Национального музея женского искусства.